# Site archéologique de Sa Caleta
Le site archéologique de Sa Caleta désigne des vestiges situés sur un promontoire rocheux à Sa Caleta, à environ dix kilomètres à l'ouest de la ville d'Ibiza, dans les îles Baléares, en Espagne.
Les Phéniciens ont établi une colonie vers environ 650 av. J.-C. et les archéologues y ont découvert les restes de bâtiments en pierre.
Le site est inscrit au patrimoine mondial de l'Unesco, via le groupe dénommé « Ibiza, biodiversité et culture » avec notamment la nécropole punique de Puig des Molins. 